# Уолш, Аманда
Ама́нда Уолш (англ. Amanda Walsh) — канадская актриса, писательница и бывшая виджей канадского телеканала MuchMusic.

## Биография
Аманда Уолш родилась в Риго, провинция Квебек. Окончила старшую школу в Удсоне, профессиональной актрисой стала в возрасте 12 лет. Она выступала в скетчах и стендапе, а также неоднократно появлялась на телевидении. В 2000 году на Canadian Improv Games в Квебеке в составе труппы 8 People она завоевала золотую медаль. Театральное образование получила в колледже Джона Эбботта по специальности «Творческие искусства».
Один из продюсеров канала MuchMusic предложил Уолш попробовать себя в качестве виджея. На тот момент актриса работала официанткой в Удсоне. Она подала заявку и получила работу, став самым молодым виджеем в истории MuchMusic в возрасте девятнадцати лет. Уолш вела несколько программ, включая Much Top Tens, Electric Circus, MuchOnDemand и Fandemonium. В 2004 году Аманда завершила сотрудничество с каналом, чтобы заняться актёрской карьерой.
Аманда Уолш получила небольшие роли в сериалах «Тайны Смолвиля», «Вероника Марс», второстепенную роль в фильме «Паранойя». В 2005 году она снялась вместе с Дэвидом Борианазом в фильме «Девчонки» по пьесе канадского драматурга Вивьен Лаксдейл. Фильм был показан на Международном кинофестивале в Торонто в 2005 году. Кроме того, Уолш получила небольшую роль в фильме Stardom (2000), где сыграла чрезмерно активного виджея в пародии на канадский музыкальный канал MuchMusic.
После переезда в Лос-Анджелес Уолш получил главную роль в сериале ABC «Сыновья и дочери», премьера которого состоялась в марте 2006 года. Сериал строился как полуимпровизационный ситком. Шоу было прекращено после выхода всего одиннадцати серий. В том же году актриса сыграла роль Кэти в первом пилотном эпизоде ситкома «Теория большого взрыва», не пошедшему в эфир, получив неоднозначные отзывы. После этого характер персонажа был переписан, а Уолш заменена Кейли Куоко (в роли Пенни) во втором пилотном эпизоде. Создатель сериала Билл Прэйди вспоминал об актрисе: «Я обожал Аманду. У неё была трудная неделя, когда мы снимали тот, первый пилот. Когда выяснилось, что надо переписать персонаж и найти новую актрису, я позвонил Аманде и сказал: „Я хочу попросить прощения. Одна из особенностей этого бизнеса — то, насколько несправедливо он обходится с людьми. И если с тобой это впервые, мне очень жаль. И мне жаль, что я внёс свою лепту. Но такое произойдёт снова. Таков уж этот бизнес“. Она восприняла новость довольно неплохо, однако помните, что мы сняли провальный пилот и собирались снимать его ещё раз. Неизвестно, что нас ждало впереди. Проблема крылась в сценарии, а не в актрисах — доказательством тому служила великолепная работа Джоди Лин О’Киф и Аманды Уолш. А раз они не справились, то дело точно в тексте».
В 2007 году Уолш сыграла роль Вики Сандерс в фильме канала ABC Full of It. В 2008 году она получила роль в интернет-сериале The Remnants вместе с Зе Фрэнком. Её также можно увидеть в комедийном фильме 2009 года «Призраки бывших подружек». В 2010 году актриса появилась в сериале ABC Family «Бизнес ради любви», сыграв Джоанну, лучшую подругу Хилари Дафф. Затем она сыграла главную роль в пилотном эпизоде драмеди канала The CW «Данни Ловински». Уолш участвовала в телесериалах «Гримм», «Два с половиной человека» и «Морская полиция: Спецотдел». В 2014—2015 годах она появилась в десяти эпизодах телешоу «Зов крови» в роли Элизабет Хелм (Зи). В 2017 году Уолш сыграла главную героиню Сьюзи Боретон во втором сезоне сериала «Холистическое детективное агентство Дирка Джентли». По окончании сезона выпуск сериала был прекращён.
Уолш стал одним из редакторов комедийного сериала Канадского телевидения «Шиттс Крик», в том числе написав сценарий для одного из эпизодов первого сезона. Затем Уолш получила роль в фильме Doula, вышедшем в 2022 году. Также она появилась в третьем сезоне канадской драмы Pretty Hard Cases.

## Фильмография

### Кино
| Film | Film                        | Film                  | Film                |
| Year | Title                       | Role                  | Notes               |
| ---- | --------------------------- | --------------------- | ------------------- |
| 1994 | The Return of Tommy Tricker | Lead                  |                     |
| 2000 | Stardom                     |                       |                     |
| 2005 | Девчонки                    | Glory Lorraine        |                     |
| 2007 | Правда и ничего кроме       | Vicki Sanders         |                     |
| 2007 | Паранойя                    | Minnie Tyco           |                     |
| 2007 | Секс и 101 смерть           | Stewardess Kathleen   |                     |
| 2008 | Man Maid                    | Chloe Flaminghawk     |                     |
| 2008 | Военные игры 2              | Annie D’Mateo         | Direct-to-video     |
| 2009 | Призраки бывших подружек    | Denice the Bridesmaid |                     |
| 2011 | The Master Cleanse          | Kelly                 | короткометражный    |
| 2012 | Проклятие моей матери       | Lisa                  | в титрах не указана |
| 2014 | Mercy                       | Charlotte             |                     |
| 2022 | Doula                       | Gracie                |                     |

### Телевидение
| Television | Television                              | Television             | Television                                                        |
| Year       | Title                                   | Role                   | Notes                                                             |
| ---------- | --------------------------------------- | ---------------------- | ----------------------------------------------------------------- |
| 1994-1996  | Are You Afraid of the Dark?             | Girl / Susan Henderson | 2 episodes                                                        |
| 1997-1998  | My Hometown                             | Kelly-Anne             | 4 episodes                                                        |
| 2001       | Within These Walls                      | Arielle                | TV movie                                                          |
| 2002-2003  | Electric Circus                         | Host                   |                                                                   |
| 2004       | Smallville                              | Mandy the Cheerleader  | Season 4, episode 4: «Devoted»                                    |
| 2005       | Ed’s Night Party                        | н/д                    | Writer — 4 episodes                                               |
| 2006       | The Big Bang Theory                     | Katie                  | Unaired pilot                                                     |
| 2006       | Veronica Mars                           | Meryl                  | Season 3, episode 7: «Of Vice and Men»                            |
| 2006-2007  | Sons &amp; Daughters                    | Jenna Halbert          | 11 episodes                                                       |
| 2008       | October Road                            | Lucy Fisher            | Season 2, episode 9: «We Lived Like Giants»                       |
| 2010       | Beauty & the Briefcase                  | Joanne                 | TV movie                                                          |
| 2011       | Single White Spenny                     | Megan                  | Episode 3: «Monkey Love»                                          |
| 2011       | Castle                                  | Lulu, Jack’s Producer  | Season 4, episode 6: «Demons»                                     |
| 2011       | Danni Lowinski                          | Danni Lowinski         | Unaired American pilot for The CW                                 |
| 2012       | Grimm                                   | Natalie Havershaw      | Season 1, episode 9: «Of Mouse and Man»                           |
| 2012       | NCIS                                    | Ellen Roberts          | Season 10, episode 3: «Phoenix»                                   |
| 2012       | Two and a Half Men                      | Dawn                   | Season 10, episode 5: «That’s Not What They Call It in Amsterdam» |
| 2012       | Rebounding                              | Taryn                  | TV movie                                                          |
| 2012       | Comedy Bar                              | Ingrid                 | 2 episodes                                                        |
| 2013       | The Mob Doctor                          | Chloe                  | Episode 12: «Resurrection»                                        |
| 2014-2015  | Lost Girl                               | Zee / Elizabeth Helm   | 9 episodes                                                        |
| 2015       | WTF America                             | Erica                  | TV movie                                                          |
| 2015       | Погоня за жизнью (Chasing Life)         | Элли Прэтт             | Эпизод: «Ready or Not»                                            |
| 2015-2016  | These People                            | Marilyn                | TV shorts Writer — 1 episode                                      |
| 2015-2016  | Schitt’s Creek                          | н/д                    | Writer — 1 episode Story editor — 26 episodes                     |
| 2017       | Curb Your Enthusiasm                    | Real Estate Agent      | Season 9, episode 4: «Running with the Bulls»                     |
| 2017       | Dirk Gently’s Holistic Detective Agency | Suzie Boreton          | 10 episodes                                                       |
| 2018       | 72 Dangerous Animals: Asia              | н/д                    | Writer — 1 episode                                                |
| 2019       | Into the Dark                           | Gwen Rake              | Season 1, episode 6: «Treehouse»                                  |
| 2022       | Sloppy Jones                            | н/д                    | Executive producer — 5 episodes                                   |
| 2023       | Pretty Hard Cases                       | Ro Wells               | 2 episodes                                                        |